# Diego Manetti
Diego Manetti (Casale Monferrato, 3 aprile 1973) è un saggista italiano.

## Biografia
Laureato in Filosofia, Scienze Religiose e Teologia, Diego Manetti insegna storia e filosofia nelle scuole superiori. In qualità di editor della casa editrice Piemme ha curato la pubblicazione di numerosi testi relativi a tematiche religiose.
Già collaboratore di Radio Maria - con la rubrica intitolata "Oltre. La vita eterna spiegata a chi cerca", che è succeduta al ciclo di conversazioni "Sulle tracce di Maria" riguardante la storia e la spiritualità dei santuari mariani; entrambe le tematiche sono state affrontate anche nei suoi volumi - ha scritto vari libri-intervista su Međugorje e altri argomenti religiosi con Padre Livio Fanzaga.

## Opere
- L'ora di Satana. L'attacco del male al mondo contemporaneo, con Padre Livio Fanzaga, PIEMME, Casale Monferrato 2009. ISBN 978-88-566-0194-7
- I segreti di Medjugorje. La Regina della pace rivela il futuro del mondo, con Padre Livio Fanzaga, PIEMME, Milano 2010. ISBN 978-88-566-0195-4
- L'Aldilà nei messaggi di Medjugorje., con Padre Livio Fanzaga, PIEMME, Milano 2011. ISBN 978-88-566-1073-4
- Tutti i messaggi di Medjugorje. 30 anni con la Regina della Pace (a cura di), PIEMME, Milano 2011. ISBN 978-88-566-1782-5
- Ipotesi su Medjugorje. Ultima chiamata per la salvezza dell'umanità, San Paolo, Cinisello Balsamo 2011. ISBN 978-88-215-7210-4
- Sulle tracce di Maria. Storia e spiritualità  di dodici santuari mariani, Sugarco, Milano 2011. ISBN 978-88-7198-592-3
- Il ritorno di Cristo. La seconda venuta di Gesù e le profezie di Medjugorje sulla fine dei tempi, con Padre Livio Fanzaga, PIEMME, Milano 2012. ISBN 978-88-566-1811-2
- Medjugorje rinnova la Chiesa. La crisi dei nostri giorni e il tempo dei segreti, con Padre Livio Fanzaga, PIEMME, Milano 2013. ISBN 978-88-566-1074-1
- Inchiesta sull'inferno. Salvezza e perdizione nelle profezie di Medjugorje, con Padre Livio Fanzaga, PIEMME, Milano 2013. ISBN 978-88-566-2216-4
- Medjugorje e il futuro del mondo. Dai dieci segreti al tempo della pace, con Padre Livio Fanzaga, PIEMME, Milano 2014. ISBN 978-88-566-2217-1
- Il messaggio di Medjugorje (a cura di), San Paolo, Cinisello Balsamo 2014. ISBN 978-88-215-9204-1
- L'anticristo. Medjugorje e il mondo senza Dio, con Padre Livio Fanzaga, PIEMME, Milano 2015. ISBN 978-88-566-4346-6
- Oltre. La vita eterna spiegata a chi cerca, San Paolo, Cinisello Balsamo 2015. ISBN 978-88-215-9510-3
- Il segreto di Medjugorje. Per affrontare gli ultimi tempi, PIEMME, Milano 2016. ISBN 978-88-566-4782-2
- Satana sciolto dalle catene. L'ora dell'impero delle tenebre, con Padre Livio Fanzaga, Sugarco, Milano 2016. ISBN 978-88-7198-713-2
- Da Fatima a Medjugorje. Il piano di Maria per un futuro di pace, con Padre Livio Fanzaga, PIEMME, Milano 2017. ISBN 978-88-566-5734-0
- Pregate per vincere satana. La lotta contro il diavolo nei messaggi di Medjugorje, San Paolo, Cinisello Balsamo 2017. ISBN 978-88-922-1089-9
- Papa Francesco, Il diavolo c'è. Come agisce, come combatterlo (a cura di Diego Manetti), San Paolo, Cinisello Balsamo 2017. ISBN 978-88-922-1260-2
- L'eroismo delle origini. I primi tre anni a Medjugorje, con Padre Livio Fanzaga, PIEMME, Milano 2018. ISBN 978-88-566-6316-7
- La croce rinnegata. L'apostasia dell'Occidente, con Padre Livio Fanzaga, PIEMME, Milano 2019. ISBN 978-88-566-6885-8
- L'umanità al bivio. Medjugorje nel tempo dell'impostura anticristica, con Padre Livio Fanzaga, PIEMME, Milano 2020. ISBN 978-88-566-7457-6
- Il tempo dei segreti. a Medjugorje la Madonna ha deciso di cambiare il mondo, con Padre Livio Fanzaga, PIEMME, Milano 2021. ISBN 978-88-566-7962-5
- Se siete miei, vincerete. La promessa della Madonna a Medjugorje, con Padre Livio Fanzaga, PIEMME, Milano 2022. ISBN 978-88-566-8382-0
- Le profezie di Medjugorje. La Regina della Pace chiama il mondo alla conversione per l'ultima volta, pubblicato in proprio (2018).
- Perché appare la Madonna. Il piano di Maria da Rue du Bac a Medjugorje, pubblicato in proprio (2018).
- Pregate per i vostri pastori. Il messaggio di Medjugorje per i sacerdoti e la Chiesa nel tempo dei segreti, pubblicato in proprio (2018).
- A Gesù per Maria. Prepararsi e vivere la consacrazione secondo l'insegnamento di San Luigi M. Grignion de Montfort, pubblicato in proprio (2019).
- A Medjugorje la Madonna insegna a pregare. In appendice le preghiere mariane e della tradizione cristiana, pubblicato in proprio (2019).
- Padre Nostro liberaci dal male. Preghiere di guarigione e di liberazione, pubblicato in proprio (2019, 2023).
- Oltre. La vita eterna spiegata a chi cerca, nuova edizione pubblicata in proprio (2020).
- Destinazione Paradiso. Esercizi della buona morte, pubblicato in proprio (2024).